# Subiaco
Subiaco település Olaszországban, Lazio régióban, Róma megyében. Lakosainak száma 8466 fő (2023. január 1.). Subiaco Affile, Agosta, Arcinazzo Romano, Camerata Nuova, Canterano, Cervara di Roma, Jenne, Vallepietra és Rocca Santo Stefano községekkel határos. Az első Itáliában nyomtatott könyvek itt készültek a 15. század végén.

## Nevének eredete
A város mai neve a Néro római császár által építtetett fényűző villa mesterséges tavairól származik: Sublaqueum latinul azt jelenti: „a tó alatt”. A nevet a közelben kialakult városra is alkalmazták. A három Subiaco-gát közül a legnagyobb akkoriban a világ legmagasabb gátja volt, egészen 1305-ös lerombolásáig. 1305-ben a Római Birodalom bukása után a villa és a város elhagyatottan állt, szinte elfeledett romokká váltak.

## Története
A terület első ókori telepesei között voltak az aequi, egy itáliai nép. Kr. e. 304-ben hódították meg őket a rómaiak.
Amikor Szent Benedek tizennégy éves korában (494 körül) visszavonult a világtól, három évig egy közeli barlangban élt az Aniene folyó felett, az élethez szükséges dolgokkal egy szerzetes, Szent Roman látta el. Ebből a barlangból fejlesztette ki Szent Benedek a bencés rend fogalmait és szervezetét. Tizenkét kolostort épített, köztük egyet a barlangban, és mindegyikben tizenkét szerzetest helyezett el. Egy feljegyzés 854-ben jegyezte felújítását. Ebben az évben IV. Leó pápa állítólag felszentelt egy oltárt Szent Benedeknek és Scholasztikának, aki Szent Benedek nővére volt, egy másikat pedig Szent Szilveszternek.
Egy másik felújításra 1053-ban került sor a Szent Scholasztika apátság Humbert apátja alatt. V. János apát, akit VII. Gergely pápa bíborossá nevezett ki, a barlangot egy éves körmenet végállomásává tette, új utat építtetett, és az oltárokat újra felszenteltette. 1200-ra tizenkét szerzetesből álló közösség alakult, amelynek III. Innocentus a perjeli címet adományozta; XXII. János 1312-ben külön apátot nevezett ki a szerzetesek számára. A város 1688-ban új utat épített.
A szent barlang ma is kedvelt zarándokhely. X. Piusz pápa 1909. október 27-én napi teljes bűnbocsánatot adott azoknak, akik ott szentáldozásban részesültek és a pápa szándéka szerint imádkoztak (Acta. Ap. Sedis, II, 405). A Szent Scolastica apátságot, amely mintegy másfél mérfölddel a barlang alatt található, eredetileg Szent Benedek építtette 520 körül, és a római patríciusok, Tertullus és Æquitius alapították. A második apát, Szent Honoratus, a régi kolostort káptalanná alakította át, és egy újat épített, amelyet Szent Kozma és Damján tiszteletére szentelt. A kolostort 601-ben a longobárdok lerombolták, és a romok egy évszázadig elhagyatottan álltak. VII. János parancsára István apát újjáépítette, és Szent Benedek és Scholasztika tiszteletére szentelte fel.
A szaracénok 840-ben, majd a magyarok 981-ben ismét lerombolták, de mindannyiszor újjáépítették. Az új templomot VII. Benedek pápa szentelte fel, és ettől kezdve az apátságot Szent Scholasztikának szentelték. 1052-ben IX. Leó pápa eljött Subiacóba, hogy rendezze a különböző vitás kérdéseket és orvosolja a visszaéléseket. Időbeli jóléte szintén a pápák személyes gondoskodását képezte. Többek között III. Innocentus 1203-as látogatásakor növelte az apátság bevételeit.
A vallási buzgalom hanyatlásával a szerzetesek között olyan mértékű viszály és széthúzás alakult ki, hogy 1364-ben Bartholomaiosz apátnak a pápa parancsára el kellett bocsátania néhány vitatkozó szerzetest, és helyüket más kolostorokból származó hívekkel kellett betöltenie. Számos szerzetest hoztak Németországból, és Subiaco hosszú évtizedekig a német takarékosság, tudomány és művészet egyik központja volt. VI. Urbán (1378-1389) eltörölte az életfogytiglani apáti tisztséget, megvonta a szerzetesektől a választás jogát, és a Kúria egyik tagjának hatáskörébe utalta az adminisztrációt és a bevételeket.
A német szerzetesek Subiaco-ba érkezése más németeket is vonzott. Arnold Pannartz és Konrad Sweynheim nyomdászok 1464-ben megalapították itt a Subiaco Press-t, és elkészítették Donatus, Cicero De Oratore (1465 szeptemberében), Lactantius De divinis institutionibus (1465 októberében) és Augustinus De civitate Dei (1467) című művének kiadását, amelyek az első könyvek voltak, amelyeket Olaszországban nyomtattak.
III. Kallixtusz pápa 1455-ben az apátságot in commendam egy bíborosnak adta. Az első Juan de Torquemada spanyol bíboros, a második Roderigo Borgia (a későbbi VI. Sándor pápa) volt, aki átalakította a Castrum Sublacence-t, amely egykor a pápák nyári üdülőhelye volt, és a commendator apát rezidenciájává tette. Ezen apátok közül sokan keveset törődtek a szerzetesek vallásos életével, és csak a bevételeket keresték. Egy példa erre Pompeo Colonna, Rieti püspöke, aki 1506 óta commendator apát volt, elherdálta az apátság javait, és a jövedelmeket méltatlan alattvalóknak adta.
A közösség panasza nyomán 1510-ben II. Gyula pápa újrarendezte a dolgokat, és visszaadta a kolostori javakat. A lelki javak érdekében egyesülés jött létre Subiaco és a farfai apátság között, de ez csak rövid ideig tartott. 1514-ben Subiaco csatlakozott a Santa Justina kongregációhoz, amelynek főapátja Szent Scholasztika titulusa volt, míg egy bíboros továbbra is commendátori rangban maradt.

## Népesség
A település lakossága az elmúlt években az alábbi módon változott:
| Lakosok száma | 8987 | 8916 | 8466 |
|               | 2017 | 2018 | 2023 |